# Marno János
Marno János (Budapest, 1949. március 3. –) József Attila-díjas magyar író, költő, műfordító, műkritikus, a Digitális Irodalmi Akadémia tagja.

## Életpályája
Szülei: Marno Béla és Batta Hedvig. 1963-1968 között Pannonhalmán és Esztergomban végezte el középiskolai tanulmányait. 1967-1980 között betanított munkás, kérdőbiztos, segédmunkás és statiszta volt. 1968 óta ír. 1980-tól a Mozgó Világ, majd a többi lap is közölte verseit. 1980-1986 között szabadfoglalkozású volt. 1986-1989 között a Múzsák Könyvkiadó szerkesztőjeként dolgozott. 1989-1991 között az Igen irodalmi rovatszerkesztője volt. 2000-2001 között Bambergben volt ösztöndíjas.
Költészetében új szövegformálási gyakorlat érvényesül. Méltatói a posztavantgárd törekvések közé sorolják munkásságát.

## Magánélete
1970-ben házasságot kötött Forián-Szabó Évával. Három gyermekük született; Dávid (1977), Hanna (1979) és Katalin (1983).

## Művei
- Együtt járás (versek, Kozmosz Könyvek, 1987)
- A múzsa és a bábu (versek, Holnap, 1989)
- A cselekmény – Isten ha egyszer lábra kap (versek, Holnap, 1990)
- A vers akarata (tanulmányok, Tevan, 1991)
- Az albán szálló (versek, Holnap, 1992)
- Fellegjárás (versek, Jelenkor, 1994)
- Marokkő (versek, Pesti Szalon, 1996)
- Paul Celan válogatott versei (műfordítás, Enigma, 1996)
- Az anarchia szórendje (kisprózák, elbeszélések, Palatinus, 1997)
- Nincsen líra...nélkül (válogatott és új versek, Palatinus, 1999)
- Daidal (versek, Jelenkor, 2001)
- A fénytervező (versek, Palatinus/Árkád, 2002)
- Nárcisz készül (versek, Tipp Cult, 2007)
- A semmi esélye (Prae.hu/Palimpszeszt Kulturális Alapítvány, 2010)
- Kezünk idegen formákba kezd. Esszék és levelek; Palatinus, Bp., 2011
- Kairos (versek, Palatinus, 2012)
- Hideghullám (versek, Magvető, 2015)
- A szomjúság járványa. A mai héber vers. Kétnyelvű antológia; ford. Uri Asaf, Marno János, szerk., bev. Rami Saari; Kalligram, Bp., 2016
- Szereposzlás; Magvető, Bp., 2018

## Díjai, kitüntetései
- Móricz Zsigmond-ösztöndíj (1984)
- Madách-díj (1988, 1992)
- Bölöni György-díj (1988)
- A Művészeti Alap Elsőkötetesek Díja (1988)
- A Jövő Irodalmáért Díj (1989)
- József Attila-díj (1990)
- Artisjus-díj (1992, 2008)
- Soros-életműdíj (1992)
- Beszélő fődíja (1992, megosztva Tandori Dezsővel)
- Déry Tibor-díj (1993)
- Kortárs-díj (1994)
- a Soros-alapítvány díja (1998)
- Alföld-díj (2001)
- Palatinus-díj (2003)
- Magyar Köztársaság Babérkoszorúja díj (2010)
- NKA alkotói ösztöndíj (2011)
- Szépíró-díj (2011)
- Salvatore Quasimodo-emlékdíj (2016)
- Baumgarten-emlékdíj (2020)